# ورنس سور تچ
ورنس سور تچ (به فرانسوی: Varennes-sur-Tèche) یک کمون در فرانسه است که در Canton of Jaligny-sur-Besbre واقع شده‌است.

## خصوصیات
ورنس سور تچ ۱۸٫۷۳ کیلومترمربع مساحت و ۲۵۳ نفر جمعیت دارد و ۲۸۲ متر بالاتر از سطح دریا واقع شده‌است.